# 格林纳达奥林匹克委员会
格林纳达奥林匹克委员会（英語：Grenada Olympic Committee，IOC编码：GRN）是代表格林纳达的国家奥林匹克委员会。格林纳达奥林匹克委员会成立于1984年，并于同年获得国际奥林匹克委员会的认可。该组织也是泛美体育组织的成员。